# Hourstonius laguna
Hourstonius laguna is een vlokreeftensoort uit de familie van de Amphilochidae. De wetenschappelijke naam van de soort is voor het eerst geldig gepubliceerd in 1978 door McKinney.